# Lijst van burgemeesters van Weert
Dit is een lijst van burgemeesters van de Nederlandse gemeente Weert in de provincie Limburg.
| Ambtsperiode                       | Naam burgemeester                    | Partij of stroming | Bijzonderheden                                |
| ---------------------------------- | ------------------------------------ | ------------------ | --------------------------------------------- |
| 1800 - 1830                        | H.G.C.J. (Henry) Bloemarts           |                    | maire                                         |
| 1830 - 1 mei 1840                  | L.F.H. (Louis) Beerenbroek           |                    | Werd al op slechts 25-jarige leeftijd benoemd |
| 1840 - 1863                        | A.L.G.H. Bloemarts                   | Orangist           |                                               |
| 1863 - 1877                        | W.D.J. (Winand) Coenen               |                    |                                               |
| 1877 - 1890                        | A.J. (Antoon) Coenen                 |                    |                                               |
| 1891 - 1893                        | F.J.P.M. (François) Coenen           |                    |                                               |
| 1893 - 1911                        | F.A.P. (Felix) Janssens              |                    |                                               |
| 1911 - 1942                        | W.F.W. Kolkman                       |                    | broer van Joop Kolkman                        |
| 1942 - 1944                        | J.M.W. Rösener Manz                  | NSB                |                                               |
| 1944 - 1945                        | W.F.W. Kolkman                       |                    |                                               |
| 1945 - 30 juni 1952                | C.N.M. (Constant) Kortmann           | KVP                | tot 1946 waarnemend                           |
| 1 november 1952 - 31 maart 1969    | H.A.C.M. (Henri) van Grunsven        |                    |                                               |
| 31 maart 1969 – 1 juli 1969        | J.H.C. (Harry) Persoon               | KVP                | waarnemend als loco-burgemeester              |
| 1 juli 1969 - 30 november 1978     | F.A.A.H. (Frans) Breekpot            | KVP                |                                               |
| 1 maart 1979 - 30 april 1991       | J.L. (Jo) Matti                      | CDA                |                                               |
| 1 september 1991 - 31 januari 1999 | L.B.M. (Loekie) van Maaren-van Balen | PvdA               |                                               |
| 1 juli 1999 - 30 september 2004    | C.J.J.S. (Karel) Majoor              | PvdA               |                                               |
| 1 oktober 2004 - 1 maart 2005      | C.G.J. (Chris) Rutten                | VVD                | waarnemend                                    |
| 1 maart 2005 - 2011                | J.M.L. (Jacques) Niederer            | VVD                |                                               |
| 2011                               | W.J.A. (Wim) Dijkstra                | PvdA               | waarnemend                                    |
| 1 oktober 2011 - 31 september 2020 | A.A.M.M. (Jos) Heijmans              | D66                |                                               |
| 18 mei 2020 - 24 mei 2021          | C.C. (Ina) Leppink-Schuitema         | VVD                | waarnemend                                    |
| 25 mei 2021 - heden                | R.J.H. (Raymond) Vlecken             | CDA                |                                               |